# Heinkel He 46
Heinkel He 46 – niemiecki samolot rozpoznawczy krótkiego zasięgu i współpracy z armią lądową opracowany w latach trzydziestych XX wieku. 
Zamówiony przez Ministerstwo Obrony Rzeszy jako uzupełnienie samolotu dalekiego rozpoznania Heinkel He 45. Prototyp został oblatany pod koniec 1931 roku jako samolot dwupłatowy, jednak po przeprowadzeniu prób w locie został zmodyfikowany do konfiguracji górnopłatu. Wersja seryjna była wyposażona w 9-cylindrowy silnik gwiazdowy Siemens SAM 22B o mocy 650 KM.
He 46 produkowany był w wersjach A do F, najbardziej rozpowszechniona była wersja He 46C. Miał szerokie przeznaczenie, oprócz zadań rozpoznawczych używany był jako samolot łącznikowy, lekki bombowiec i do szkolenia pilotów i obserwatorów. Zastępowany od 1938 roku przez nowocześniejsze samoloty Henschel Hs 126, przesuwany był stopniowo do zadań drugoliniowych. W 1943 roku powrócił do służby bojowej jako wyposażenie nocnych eskadr nękających (Störkampfstaffeln).
W 1936 roku hiszpańscy nacjonaliści zamówili (za pośrednictwem rządu Portugalii) 12 samolotów He 46C. Maszyny te wzięły udział w wojnie domowej w Hiszpanii. Kilka egzemplarzy, które przetrwały wojnę, służyło w lotnictwie hiszpańskim do 1946 roku.
Również w 1936 roku zakłady Heinkel opracowały wersję eksportową dla lotnictwa Bułgarii i Węgier. Różniła się zastosowanym silnikiem: 18 egzemplarzy bułgarskich otrzymało silnik Siddeley Panther X o mocy 752 KM, 36 samolotów dla lotnictwa węgierskiego posiadało silniki gwiazdowe Gnôme-Rhône 14K o mocy 870 KM, produkowane licencyjnie na Węgrzech. Węgierskie He 46, podobnie jak niemieckie, zakończyły służbę bojową jako nocne samoloty szturmowe w 1945 roku.
Heinkel He 46 był dwumiejscowym górnopłatem konstrukcji mieszanej o stałym podwoziu i otwartych kabinach. Samolot był uzbrojony w jeden karabin maszynowy kal. 7,92 mm oraz do 200 kg bomb w komorze bombowej za tylna kabiną. Zamiast bomb można było tam montować pojedynczą kamerę firmy Zeiss.
Łącznie wyprodukowano około 480 samolotów He 46.